# 盔肥腹蛛
盔肥腹蛛（学名：Steatoda craniformis）为球蛛科肥腹蛛属的动物。在中国大陆，分布于湖北等地，多生活于土、石山的石块缝隙中。